# Robert Bunsen
Robert Wilhelm Bunsen (n. 30 martie 1811, Göttingen, Regatul Westfaliei – d. 16 august 1899, Heidelberg, Imperiul German) a fost un chimist german. Bunsen și Gustav Robert Kirchhoff au pus bazele analizei spectrale (spectrosopia) cu ajutorul căreia se pot detecta elementele chimice. Bunsen a fost primul care a explicat în mod științific în anul 1846 formarea geysirelor, sau a descoperit lampa Bunsen, ca și un fotometer numit Bunsen.
Pe lângă alte merite ale lui se poate aminti că ajunge profesor universitar în anul 1852 în Heidelberg unde va obține în laborator cu ajutorul acidului azotic și electroliză elemente pure pure ca și crom, magneziu, aluminiu, mangan, bariu, calciu și litiu. În același an, Bunsen reușește împreună cu Sir Henry Roscoe obținerea gazului HCl  În 1859 împreună cu Kirchhoff va pune bazele analizei spectrale, ale elementelor chimice care sunt supuse la o supraîncălzire, pentru acest scop va pune la punct o lampă cu gaz care-i poartă numele.
Cu ajutorul analizei spectrale descoperă între anii 1860-1861 împreună cu Kirchhoff metalele alcaline cesiu și rubidiu în apa minerală de la Bad Dürkheim.
Considerat unul din marii chimiști germani, Bunsen, împreună cu Gustav Robert Kirchhoff au pus bazele analizei spectrale (spectrosopia) cu ajutorul căreia se pot demonstra proprietăți chimice specifice unor elemente.
Robert Wilhelm Bunsen a fost primul care a explicat în mod științific în anul 1846 formarea geizerelor. Tot el a inventat becul Bunsen, precum și un fotometru numit Bunsen. Pe lângă alte merite ale lui se poate aminti faptul că după ce a ajuns profesor universitar în anul 1852 în Heidelberg a obținut în laborator cu ajutorul acidului azotic și electrolizei elemente pure (crom, magneziu, aluminiu, mangan, bariu, calciu și litiu). În același an reușește împreună cu Sir Henry Roscoe obținerea gazului HCl (hidrogen clorurat care dizolvat în apă dă naștere acidului clorhidric).
În anul 1859 împreună cu Kirchhoff va pune bazele analizei spectrale, ale elementelor chimice care sunt supuse la o supraîncălzire. Pentru acest lucru a pus la punct o lampă cu gaz care-i poartă numele. Cu ajutorul analizei spectrale, Bunsen descoperă între anii 1860-1861, împreună cu Kirchhoff, metalele alcaline cesiu și rubidiu în apa minerală de la Bad Dürkheim.

## Legături externe
- Robert Wilhelm Bunsen
- Scurta biografie :Robert Wilhelm Bunsen
- Robert Bunsen at the Mathematics Genealogy Project